# 比伯塔尔
比伯塔尔（德語：Biebertal）是德国黑森州的一个市镇。总面积43.93平方公里，总人口10000人，其中男性4897人，女性5103人（2011年12月31日），人口密度228人/平方公里。